# Саліські мови
Саліська мовна сім'я (англ. Salishan) — індіанська мовна родина поширена на південному заході Канади та на північному заході США. Ця родина налічує близько 23 мов і ділиться на 5 груп — континентальну й чотири берегових: центрально-салішську, цамоську, мови белла-кула та тілламук. Ця родина не має доведених мовних зв'язків.